# A Szovjetunió Legfelsőbb Bíróságának Katonai Kollégiuma

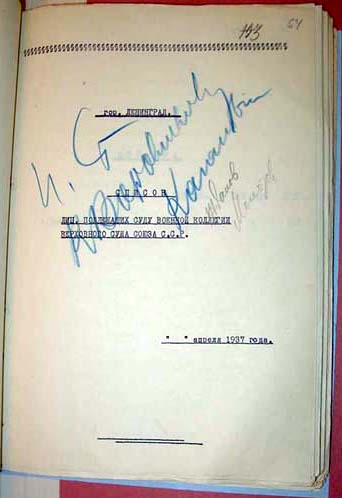
A Szovjetunió Legfelsőbb Bíróságának Katonai Kollégiuma által 1937 áprilisában tárgyalt ügyek. A könyv első oldala, mely a vizsgálatba vont (de facto) listát tartalmazza, és a sztálini tisztogatások, a „csisztka” egyik dokumentuma.

A Szovjetunió Legfelsőbb Bíróságának Katonai Kollégiuma (oroszul: Военная коллегия Верховного суда СССР) a Szovjetunió Legfelsőbb Bíróságának 1924-ben létrehozott katonai bírósága volt, mely a Vörös Hadsereg és a Flotta illetékességből hozzátartozó ügyeit kezelte. Közvetlen felettes szervként a jogkörébe tartozott a katonai bíróságok döntéseihez benyújtott fellebbezések vizsgálata.

## Története
A Katonai Kollégiumot Vaszilij Vasziljevics Ulrih mint elnök 1926-1948 között vezette. A sztálini tisztogatások, a „csisztka” idején 1937–1938 között Joszif Visszarionovics Sztálin által jóváhagyott listák alapján folytattak le koncepciós pereket. A szovjet büntető törvénykönyv 58. paragrafusára hivatkozással mellőzték a bírósági eljárási rendet, és gyorsított eljárás keretében hoztak rendkívül súlyos, akár halálos ítéleteket is. 